# Politics (programma televisivo)
Politics - Tutto è politica (ridenominato Tribuna Politics nelle settimane precedenti il referendum costituzionale in Italia del 2016) è stato un programma televisivo politico di genere talk show, andato in onda dal 6 settembre al 13 dicembre 2016, su Rai 3, il martedì in prima serata, con la conduzione di Gianluca Semprini.

## La trasmissione
Il programma, che prese il posto di Ballarò nel palinsesto di Rai 3, prevedeva che in ogni puntata vari esponenti della politica italiana si confrontassero nel rispondere alle stesse domande poste dal giornalista e con lo stesso tempo a disposizione. L'11 ottobre Semprini fu affiancato da Bianca Berlinguer (#cartabianca), Claudio Cerasa (Il Foglio) e Stefano Feltri (Il Fatto Quotidiano) per un'intervista all'allora presidente del consiglio, Matteo Renzi. Dal 18 ottobre 2016 fino al 29 novembre, si occupò unicamente del referendum costituzionale; per l'occasione cambiò nome e formula in Tribuna Politics, per poi tornare al titolo originale in occasione delle ultime due puntate trasmesse il 6 e il 13 dicembre. La trasmissione fu chiusa definitivamente a causa dei bassi ascolti, venendo sostituita prima da Agorà - Duemiladiciassette, poi (fino al febbraio 2017) da Mi manda Raitre e, infine, da #cartabianca a partire dal 21 febbraio 2017, già in onda da novembre 2016 nella fascia preserale e promosso in prima serata.

## Edizioni
| Edizione | Inizio           | Fine             | Conduzione        | Puntate |
| -------- | ---------------- | ---------------- | ----------------- | ------- |
| 1ª       | 6 settembre 2016 | 13 dicembre 2016 | Gianluca Semprini | 15      |

## Ascolti
| Puntata       | Titolo                      | Data              | Telespettatori | Share |
| ------------- | --------------------------- | ----------------- | -------------- | ----- |
| 1             | Politics - Tutto è politica | 6 settembre 2016  | 1.306.000      | 5,56% |
| 2             | Politics - Tutto è politica | 13 settembre 2016 | 835.000        | 3,50% |
| 3             | Politics - Tutto è politica | 20 settembre 2016 | 727.000        | 2,90% |
| 4             | Politics - Tutto è politica | 27 settembre 2016 | 682.000        | 2,70% |
| 5             | Politics - Tutto è politica | 4 ottobre 2016    | 627.000        | 2,50% |
| 6             | Politics - Tutto è politica | 11 ottobre 2016   | 1.693.000      | 6,40% |
| 7             | Tribuna Politics            | 18 ottobre 2016   | 706.000        | 2,59% |
| 8             | Tribuna Politics            | 25 ottobre 2016   | 715.000        | 2,64% |
| 9             | Tribuna Politics            | 1º novembre 2016  | 735.000        | 2,78% |
| 10            | Tribuna Politics            | 8 novembre 2016   | 845.000        | 3,22% |
| 11            | Tribuna Politics            | 15 novembre 2016  | 704.000        | 2,66% |
| 12            | Tribuna Politics            | 22 novembre 2016  | 616.000        | 2,22% |
| 13            | Tribuna Politics            | 29 novembre 2016  | 654.000        | 2,50% |
| 14            | Politics - Tutto è politica | 6 dicembre 2016   | 712.000        | 2,60% |
| 15            | Politics - Tutto è politica | 13 dicembre 2016  | 721.000        | 2,88% |
| Media auditel | Media auditel               | Media auditel     | 913.000        | 3,63% |